# Europese weg 575

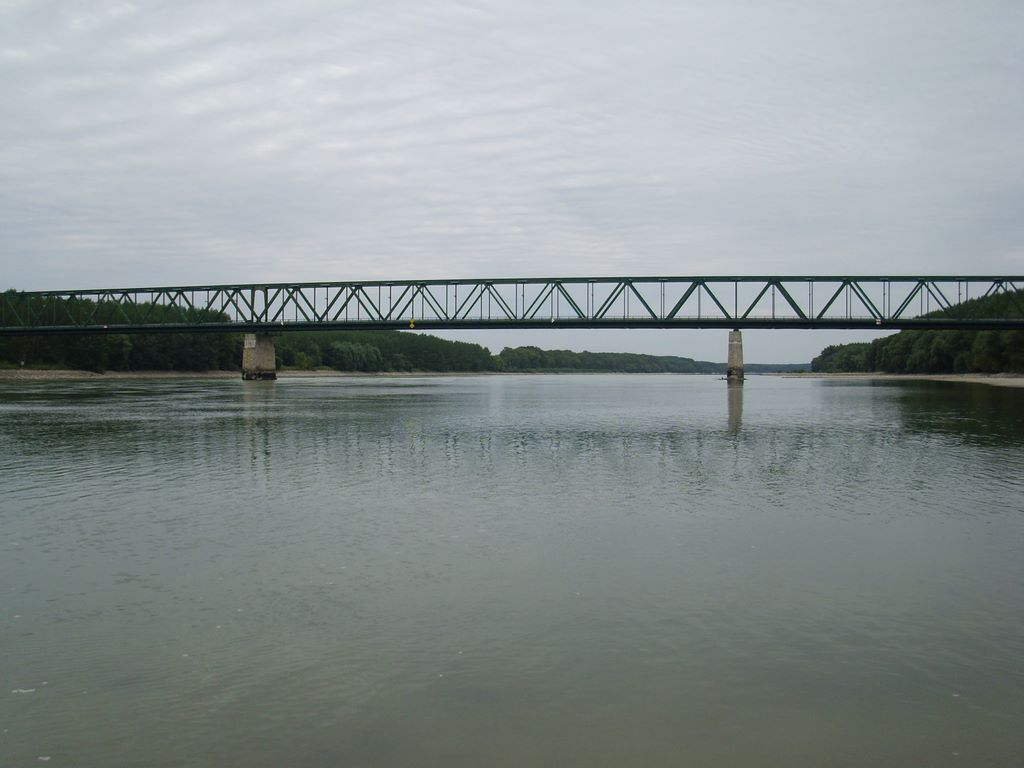
E575, brug over de Donau

De Europese Weg 575 of E575 is een Europese weg die loopt van Bratislava in Slowakije naar Győr in Hongarije.

## Algemeen
De Europese weg 575 is een Klasse B-verbindingsweg en verbindt het Slowaakse Bratislava met het Hongaarse Győr en komt hiermee op een afstand van ongeveer 90 kilometer. De route is door de UNECE als volgt vastgelegd: Bratislava - Dunajská Streda - Medvedov - Vámószabadi - Győr.